# Igors Kostins
Igors Kostins (ur. 27 listopada 1981 roku) – łotewski zapaśnik walczący w stylu klasycznym. Olimpijczyk z Aten 2004, gdzie zajął siedemnaste miejsce w kategorii 96 kg.
Siedemnasty na mistrzostwach świata w 2003. Trzynasty na mistrzostwach Europy w 2012. Zajął 21 miejsce na igrzyskach europejskich w 2015. Brązowy medalista mistrzostw nordyckich w 2007 roku.
Startuje w zawodowych walkach MMA.